# 二田是儀

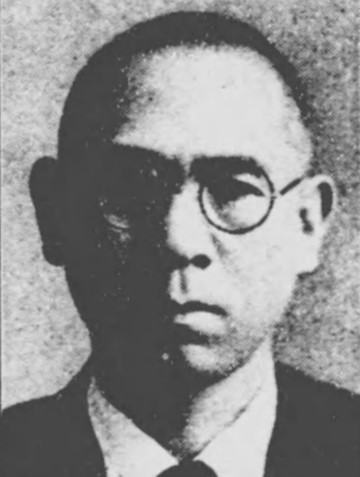
二田是儀

2代 二田 是儀（ふただ これのり、1895年7月4日 - 1979年1月31日）は、日本の政治家。衆議院議員、秋田県天王町長。

## 経歴
山形県西村山郡高松村（現・寒河江市）で、工藤八之助の三男として生まれる。旧名・工藤亮吉。1921年東京帝国大学文学部印度哲学科卒。翌年二田家に入籍する。天王村（現・潟上市）長、秋田県議を経て、1942年の翼賛選挙では秋田1区（当時）から翼賛政治体制協議会の推薦を受けて当選した。
戦後、推薦議員のため、公職追放となる。1951年に追放解除。追放解除後は再び天王村長となり、同村は在任中の1961年に町制施行。1965年まで務めた。1969年には同町の名誉町民となった。1979年死去。

## 親族
- 養父：二田是儀 (初代) - 衆議院議員。
- 息子：二田孝治 - 自由民主党衆議院議員。